# Rădești (okręg Vaslui)
Rădești – wieś w Rumunii, w okręgu Vaslui, w gminie Costești. W 2011 roku liczyła 172 mieszkańców.